# 애나 날릭
애나 날릭(Anna Nalick, 1984년 3월 30일 ~ )은 미국의 싱어송라이터이다.